# 別與你的英雄見面
〈別與你的英雄見面〉（英語：Never Meet Your Heroes）是美國超級英雄類型的網路影集《鷹眼》的首播集，改編自漫威漫畫的角色「鷹眼」克林特·巴頓和凱特·畢夏普。本集为漫威電影宇宙的系列作品之一，與漫威電影宇宙系列電影處於同一架空世界和共同世界。本集由喬納森·伊格拉編劇，瑞斯·湯瑪斯執導。本集講述凱特無意之中發現母親艾蓮諾的未婚夫傑克·杜凱恩隱藏著諸多秘密，已經退休的克林特與正在調查真相的凱特會面。
傑瑞米·雷納繼續出演漫威電影宇宙系列電影中的角色「鷹眼」克林特·巴頓，海莉·史坦菲德出演凱特·畢夏普，該角色在本集中首次出現於漫威電影宇宙。主演還包括東尼·達爾頓、弗拉·菲、布萊恩·達西·詹姆斯、艾力克斯·保諾維奇、彼得·亞當奇克、琳達·卡德里尼、西蒙·卡洛和薇拉·法蜜嘉。本集在紐約和喬治亞州的亞特蘭大取景拍攝。
〈別與你的英雄見面〉於2021年11月24日在Disney+首播。

## 劇情
2012年，年幼的凱特·畢夏普目睹「鷹眼」克林特·巴頓與其他復仇者聯盟成員在紐約聯手抵抗入侵地球的洛基和其率領的奇塔瑞兵團。戰鬥中的克林特在無意之中救下了凱特的性命，凱特因此渴望成為類似克林特的英雄。凱特的父親德里克在紐約戰役中身亡。在德里克的葬禮上，凱特向母親艾蓮諾表示自己將來會成為英雄來保護她。
2024年，復仇者聯盟成功捍衛宇宙且復活宇宙一半的生命的一年後，凱特成為一名技巧嫻熟的弓箭手。聖誕假期期間，凱特來到母親艾蓮諾居住的頂層豪宅，跟隨艾蓮諾參加慈善拍賣晚宴，她在宴會上得知艾蓮諾已與傑克·杜凱恩訂婚。凱特跟蹤傑克的叔叔亞蒙·杜凱恩三世來到黑市拍賣會，拍賣品中有從復仇者聯盟總部的遺址中發現的物品。俄羅斯街頭幫派運動服黑幫突然出現打斷交易，他們意欲尋找一塊手錶。傑克趁亂取走了義警浪人的伸縮劍。凱特穿上浪人的戰鬥服與幫派成員戰鬥，成功將眾人救出。凱特還從幫派成員的手中救下一隻流浪狗，將牠帶回自己的公寓。
與此同時，克林特與女兒萊拉以及兒子庫柏和納森尼爾在紐約歡度聖誕節，他們共同觀看以「美國隊長」史提芬·羅傑斯為主角的音樂劇《羅傑斯：音樂劇》。克林特此時觸景生情，回想起自己曾經化身義警浪人的經歷以及已故的好友「黑寡婦」娜塔莎·羅曼諾夫。當晚，克林特從當地新聞中得知「浪人」重現紐約街頭。
為了調查杜凱恩一家，凱特潛入亞蒙家中，發現亞蒙被人謀殺。逃離犯罪現場的凱特被運動服黑幫圍堵，克林特及時趕到並救下凱特。

## 製作

### 開發
2019年4月，漫威影業宣佈為其旗下在線流媒體平台Disney+開發以「鷹眼」克林特·巴頓為主角的影集，劇情將涉及凱特·畢夏普。2019年9月，喬納森·伊格拉正式被選定為影集《鷹眼》的首席編劇。2020年7月，瑞斯·湯瑪斯確定執導影集的其中一個製作區塊。影集的執行製作人包括喬納森·伊格拉、瑞斯·湯瑪斯、布拉德·溫德鮑姆、陳貞、維多莉亞·阿隆索、路易斯·德·埃斯波西托和凱文·費吉。本集標題為〈別與你的英雄見面〉（Never Meet Your Heroes），由瑞斯·湯瑪斯執導，喬納森·伊格拉編劇。

### 劇本
喬納森·伊格拉被漫威聘為影集的首席編劇之後，他在最初的提案中就計劃以復仇者聯盟在紐約抵抗入侵地球的奇塔瑞兵團作為首播集的開篇場景。伊格拉構思這個設想時希望能夠為觀眾呈現不同的視角，同時借鑒了麥特·佛雷生和大衛·阿賈創作的《鷹眼》相關漫畫。影集藉由幼年凱特·畢夏普的視角重新審視紐約大戰。伊格拉認為克林特和凱特的初次會面應該充滿巧合。他在執筆劇本時決定讓凱特偷偷溜進黑市拍賣會現場，以便她能夠穿上浪人的戰鬥服，引起克林特的注意。凱特在街頭救助「披薩狗」來福的行為使得尚未謀面的克林特認為她可能是個好人。當海莉·史坦菲德確定出演凱特·畢夏普時，克林特和凱特在公寓內初次會面的對話場景仍未撰寫完成，伊格拉希望為她量身定制該角色。延續佛雷生和阿賈創作的《鷹眼》相關漫畫設定，運動服黑幫被選為影集中的主要反派。伊格拉還決定在首播集中加入一段克林特回憶重要經歷的蒙太奇，以解釋他為何開始佩戴助聽器。

### 選角

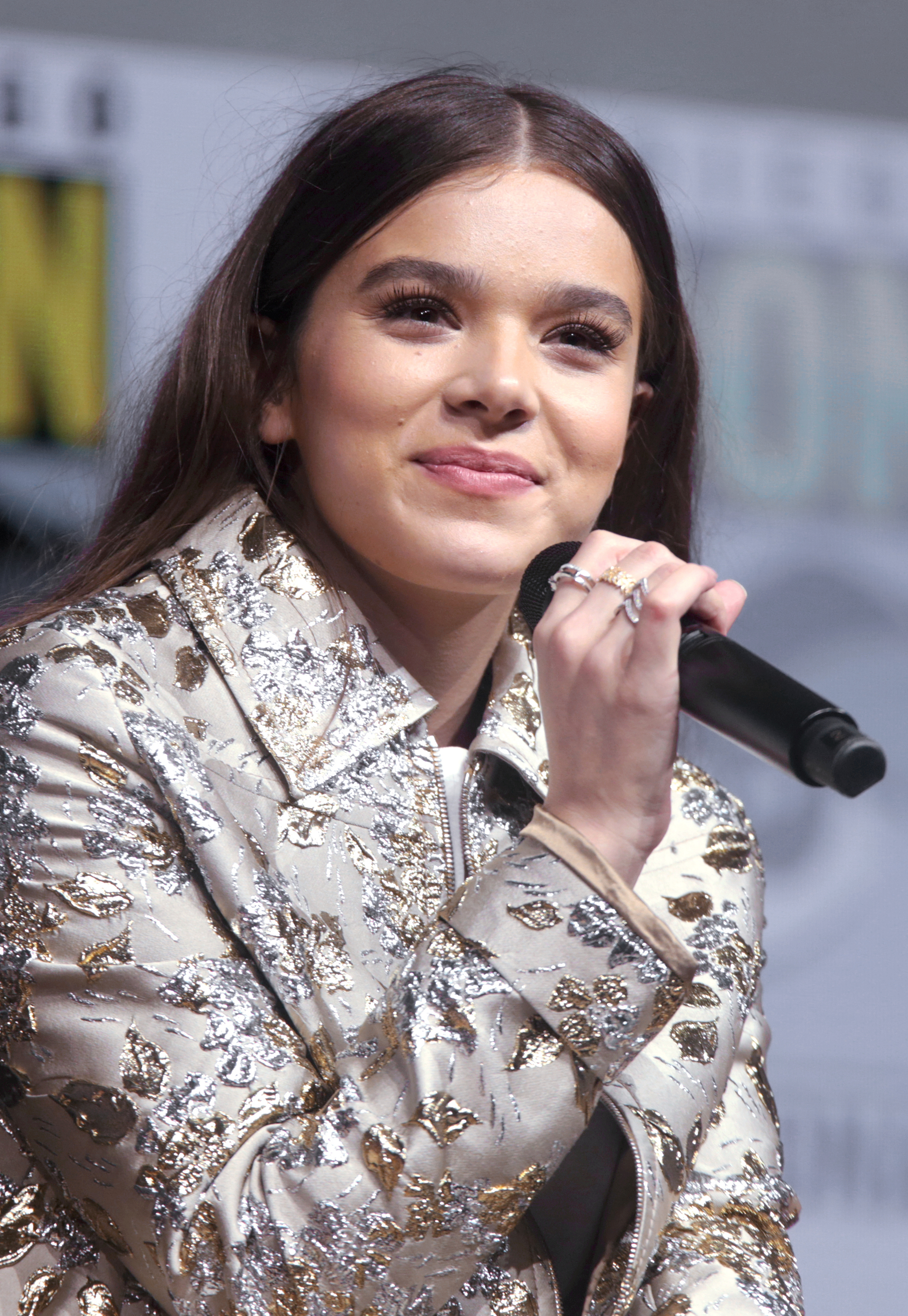
海莉·史坦菲德飾演女主角凱特·畢夏普於本集中首次出現於漫威電影宇宙

傑瑞米·雷納繼續出演漫威電影宇宙系列電影中的角色「鷹眼」克林特·巴頓，海莉·史坦菲德飾演女主角凱特·畢夏普。東尼·達爾頓飾演傑克·杜凱恩／劍客。弗拉·菲飾演卡齊。布萊恩·達西·詹姆斯飾演德里克·畢夏普（Derek Bishop）。艾力克斯·保諾維奇飾演伊凡·巴尼奧尼斯（Ivan Banionis）。彼得·亞當奇克飾演托馬·德爾加多（Tomas Delgado）。琳達·卡德里尼飾演蘿拉·巴頓。西蒙·卡洛飾演亞蒙·杜凱恩三世（Armand Duquesne III）。薇拉·法蜜嘉飾演艾蓮諾·畢夏普（Eleanor Bishop）:45:31–45:34。
卡洛斯·納瓦羅飾演恩里克（Enrique）。班·坂本（Ben Sakamoto）飾演庫柏·巴頓（Cooper Barton）。艾娃·羅素（Ava Russo）飾演萊拉·巴頓（Lila Barton）。凱德·伍德沃德（Cade Woodward）飾演納森尼爾·巴頓（Nathaniel Barton）。克拉拉·史塔克（Clara Stack）飾演幼年凱特·畢夏普（Kate Bishop）。妮切爾·蘭伯特（Nichele Lambert）飾演葛麗兒（Greer）。蕾吉娜·布萊恩特（Regina Bryant）飾演 弗蘭妮（Franny）。布賴恩·特羅克塞爾（Brian Troxell）飾演蓋瑞（Gary）。喬納森·褒曼（Jonathan Bergman）飾演亞蒙·杜凱恩七世（Armand Duquesne VII）:45:31–45:34。2019年電影《復仇者聯盟4：終局之戰》中真田廣之和史嘉蕾·喬韓森分別出演昭彥（Akihiko）和「黑寡婦」娜塔莎·羅曼諾夫的片段出現於本集之中:39:29–39:36。
此外，以「美國隊長」史提芬·羅傑斯為主角的音樂劇《羅傑斯：音樂劇》（Rogers: The Musical）出現於影集之中，多名舞台劇演員分別飾演索爾、洛基、羅傑斯、布魯斯·班納／浩克、克林特·巴頓／鷹眼、娜塔莎·羅曼諾夫／黑寡婦、鋼鐵人／東尼·史塔克、史考特·朗恩／蟻人以及奇塔瑞戰士。克林特·巴頓和凱特·畢夏普的動物夥伴「披薩狗」來福出現於本集之中，由名為祖迪（Jolt）的狗狗出演。

### 拍攝
主體拍攝於2020年12月在紐約開機，取景地包括樂天紐約皇宮酒店。製作組還在喬治亞州亞特蘭大的三石製片廠和泰勒派瑞製片廠拍攝。

### 音樂
克里斯托弗·貝克為影集作曲，他此前為2015年電影《蟻人》、2018年電影《蟻人與黃蜂女》和2021年影集《汪達幻視》作曲。影集中虛構的以「美國隊長」史提芬·羅傑斯為主角的百老匯音樂劇《羅傑斯：音樂劇》（Rogers: The Musical）以2012年紐約大戰為主題，由馬克·夏曼和史考特·惠特曼聯合創作。音樂劇中的歌曲於2021年11月24日以單曲形式發行。影集的音樂原聲帶分為兩輯。包括前三集音樂的第一輯於2021年12月10日發售，由克里斯托弗·貝克和麥可·帕拉斯凱瓦斯（Michael Paraskevas）作曲。

## 發行
〈別與你的英雄見面〉於2021年11月24日在Disney+首播。

## 迴響
〈別與你的英雄見面〉得到整體好評。根据評論匯總网站爛番茄汇总的16篇评论文章，100%的评论家给予该作正面评价，使之獲得「認證新鮮」標識，平均打分为7.30分（满分10分）。

## 備註
1. 1 2  參見2012年電影《復仇者聯盟》。
2. ↑  參見2019年電影《復仇者聯盟4：終局之戰》。
3. ↑  復仇者聯盟總部被薩諾斯摧毀，參見2019年電影《復仇者聯盟4：終局之戰》。

## 資料來源
1. ↑  Thomas, Rhys [@RhysThom2].  (推文). Los Angeles, California. 2021-11-24  [2021-11-26]. （原始内容存档于2021-11-25） –Twitter （美国英语）.
2. ↑  Marnell, Blair. . SuperHeroHype. 2021-08-31  [2021-08-31]. （原始内容存档于2021-08-31） （美国英语）.
3. ↑  Otterson, Joe. . Variety. 2019-04-10  [2019-04-10]. （原始内容存档于2019-04-10） （美国英语）.
4. ↑  Kit, Borys. . The Hollywood Reporter. 2019-09-06  [2019-09-06]. （原始内容存档于2019-09-06） （美国英语）.
5. ↑  Kit, Borys. . The Hollywood Reporter. 2020-07-17  [2020-07-18]. （原始内容存档于2020-07-17） （美国英语）.
6. ↑  Jackson, Angelique. . Variety. 2021-11-18  [2021-11-19]. （原始内容存档于2021-11-19） （美国英语）.
7. ↑   (PDF). Disney Media and Entertainment Distribution.   [2021-11-25]. （原始内容存档 (PDF)于2021-11-25） （美国英语）.
8. ↑  . Writers Guild of America West.   [2021-11-02]. （原始内容存档于2021-11-02） （美国英语）.
9. ↑  Lane, Carly. . Collider. 2021-11-24  [2021-11-24]. （原始内容存档于2021-11-26） （美国英语）.
10. 1 2 3  Igla, Jonathan. . . 第1季. 第1集. 2021-11-24  [2021-11-28]. Disney+. （原始内容存档于2021-11-27）.片尾演職員表於44:53開始。
11. ↑  Brook, Mitch. . Screen Rant. 2021-09-13  [2021-09-13]. （原始内容存档于2021-09-13） （美国英语）.
12. ↑  Lambe, Stacy. . Entertainment Tonight. 2021-11-24  [2021-11-25]. （原始内容存档于2021-11-25） （美国英语）.
13. ↑  Clarke, Cass. . Comic Book Resources. 2020-12-10  [2021-05-03]. （原始内容存档于2020-12-12） （美国英语）.
14. ↑  Dela Paz, Maggie. . ComingSoon.net. 2020-11-30  [2020-12-02]. （原始内容存档于2020-12-01） （美国英语）.
15. ↑  Carolina. . On Location Vacations. 2020-12-03  [2020-12-04]. （原始内容存档于2020-12-04） （美国英语）.
16. ↑  Polo, Susana. . Polygon. 2020-12-09  [2020-12-09]. （原始内容存档于2020-12-09） （美国英语）.
17. ↑  . Wonderwall.com. 2020-12-10  [2021-01-19]. （原始内容存档于2021-01-19） （美国英语）.
18. ↑  Ho, Rodney. . The Atlanta Journal-Constitution. 2020-09-30  [2020-10-01]. （原始内容存档于2020-10-01） （美国英语）.
19. ↑   (PDF). Production Weekly. No. 1261. 2021-09-06: 18 (August 26, 2021)  [2021-10-01]. （原始内容存档 (PDF)于2021-09-29） （美国英语）.
20. ↑  . Film Music Reporter. 2021-09-17  [2021-09-17]. （原始内容存档于2021-09-17） （美国英语）.
21. ↑  Paige, Rachel. . Marvel.com. 2021-11-10  [2021-11-10]. （原始内容存档于2021-11-10） （美国英语）.
22. ↑  Perine, Aaron. . ComicBook.com. 2021-11-24  [2021-11-24]. （原始内容存档于2021-11-24） （美国英语）.
23. ↑  . Marvel.com. 2021-11-24  [2021-11-24]. （原始内容存档于2021-11-24） （美国英语）.
24. ↑  Ausiello, Michael. . TVLine. 2021-10-14  [2021-10-14]. （原始内容存档于2021-10-14） （美国英语）.
25. ↑  . Rotten Tomatoes. Fandango Media.   [2025-01-23] （美国英语）.

## 外部連結
- 互联网电影数据库上別與你的英雄見面的资料（英文）
- 漫威官網提供的本集回顧